# Rodulfo Figueroa (Chiapas)
Rodulfo Figueroa es una localidad del estado mexicano de Chiapas. Es parte del municipio de La Trinitaria.

## Toponimia
El nombre de la localidad rinde homenaje a Rodulfo Figueroa, poeta oriundo del estado de Chiapas.

## Demografía
| Gráfica de evolución demográfica |
|                                  |

| Censo | Población |
| ----- | --------- |
| 1940  | 515       |
| 1950  | 1 092     |
| 1960  | 1 691     |
| 1970  | 2 006     |
| 1980  | 2 445     |
| 1990  | 2 521     |
| 2000  | 2 004     |
| 2010  | 2 321     |
| 2020  | 2 162     |